# Oripoda benegasi
Oripoda benegasi är en kvalsterart som beskrevs av Fernández 1999. Oripoda benegasi ingår i släktet Oripoda och familjen Oripodidae. Inga underarter finns listade i Catalogue of Life.